# Liste spezieller Soziologien
Spezielle Soziologien – informell auch „Bindestrichsoziologien“ genannt – befassen sich mit den Strukturen und Prozessen gesellschaftlicher Teilsysteme oder institutioneller Bereiche der Gesellschaft. Zu den speziellen Soziologien zählen unter anderem die im Folgenden genannten Gebiete (siehe auch die Sektionen der DGS). Einige davon stehen für große Arbeitszusammenhänge, andere für kleine Spezialgebiete, die von wenigen Soziologen beforscht werden. Durch die zunehmende Differenzierung auch der Soziologie selbst bilden sich laufend weitere spezielle Soziologien.
- Agrarsoziologie
- Alterssoziologie
- Angestelltensoziologie
- Arbeitssoziologie
- Architektursoziologie
- Berufssoziologie
- Betriebssoziologie
- Bevölkerungssoziologie
- Bildungssoziologie
- Elitesoziologie
- Entwicklungssoziologie
- Ernährungssoziologie
- Erziehungssoziologie
- Europasoziologie
- Familiensoziologie
- Filmsoziologie
- Finanzsoziologie
- Freizeitsoziologie
- Gefängnissoziologie
- Geschlechtersoziologie
- Gewaltsoziologie
- Gewerkschaftssoziologie
- Historische Soziologie
- Industriesoziologie
- Internetsoziologie
- Jugendsoziologie
- Katastrophensoziologie
- Körpersoziologie
- Kommunikationssoziologie
- Konfliktsoziologie
- Konsumsoziologie
- Kriminalsoziologie
- Kultur der Elternschaft
- Kultursoziologie
- Kunstsoziologie
- Literatursoziologie
- Managementsoziologie
- Maritime Soziologie
- Markensoziologie
- Marktsoziologie
- Mediensoziologie
- Medizinsoziologie
- Migrationssoziologie
- Militärsoziologie
- Minoritätensoziologie
- Musiksoziologie
- Organisationssoziologie
- Pädagogische Soziologie
- Parteiensoziologie
- Politische Soziologie
- Polizeisoziologie
- Professionssoziologie
- Raumsoziologie
- Rechtssoziologie
- Religionssoziologie
- Siedlungssoziologie
- Sozialwissenschaftliche Suchtforschung
- Soziologie der Behinderten
- Soziologie der Freundschaft
- Soziologie der Kindheit
- Soziologie des Lebenslaufs
- Soziologie der Nachhaltigkeit
- Soziologie der Partnerschaft
- Soziologie der Sexualität
- Soziologie des Krieges
- Sportsoziologie
- Sprachsoziologie
- Staatssoziologie
- Stadtsoziologie
- Techniksoziologie
- Thanatosoziologie
- Umweltsoziologie
- Verkehrssoziologie
- Verwaltungssoziologie
- Wirtschaftssoziologie
- Wissenschaftssoziologie
- Wissenssoziologie
- Wohnsoziologie
- Zeitsoziologie